# Castres
Castres  (česká výslovnost [kastr], nesklonné) je město na jihu Francie s přibližně 43 tisíc obyvateli. Je součástí departementu Tarn v regionu Okcitánie. Nachází se 80 km východně od Toulouse na soutoku řek Agout a Thoré.

## Historie
Název města je odvozován od latinského výrazu castrum. Roku 647 zde vzniklo benediktinské opatství, které bylo zastávkou poutníků na Svatojakubské cestě. Součástí Francie se Castres stalo roku 1229 v důsledku albigenské křížové výpravy. V letech 1317–1790 zde sídlili biskupové. V šestnáctém století patřilo město k baštám hugenotů.

## Ekonomika
Od devatenáctého století město vynikalo výrobou textilu a fajánse. Sídlí zde farmaceutická firma Laboratoires Pierre Fabre, ve městě mají pobočky výrobce automobilových dílů Comau a elektrotechnický koncern Thales Group. V nedalekém pohoří Sinobre se těží žula. V Castres se nachází jeden z kampusů Institut National Universitaire Jean-François Champollion. Městem prochází železniční trať z Toulouse do Mazametu a nedaleko se nachází letiště Castres–Mazamet.

## Kultura
K hlavním turistickým atrakcím patří muzeum věnované dílu španělského malíře Franciska Goyi. Významnými památkami jsou katedrála svatého Benedikta z Nursie, založená ve 14. století, románská věž opatství a biskupský palác projektovaný Julesem Hardouinem-Mansartem, sloužící jako radnice. Castres má také městské divadlo a velkou botanickou zahradu.

## Sport
Ve městě sídlí klub Castres Olympique, pětinásobný mistr Francie v rugby union.

## Rodáci
- Arthur Batut (1846–1918), fotograf
- Jean Jaurès (1859–1914), politik
- Roger Peyrefitte (1907–2000), spisovatel
- Pierre Camara (* 1965), trojskokan